# Naum Jefimowitsch Trachtenberg
Naum Jefimowitsch Trachtenberg (belarussisch Навум Яфімавіч Трахтэнберг, russisch Наум Ефимович Трахтенберг, wiss. Transliteration Naum Efimovič Trachtenberg, * 22. Dezember 1909jul. / 4. Januar 1910greg. in Bachmatsch, Ukraine; † 16. Oktober 1977 in Minsk, UdSSR) war ein sowjetischer Architekt.

## Leben
Naum Jefimowitsch Trachtenberg wurde am 4. Januar 1910 in Bachmatsch (heute Oblast Tschernihiw, Ukraine) geboren. Ab 1924 lebte er in Odessa, wo er zunächst eine Baufachschule absolvierte. Von 1928 bis 1932 studierte er an der Fakultät für Architektur am Institut für Bildende Kunst Odessa (seit 1930 Institut für Ingenieure des Zivil- und Kommunalbaus). Gleichzeitig studierte er Klavier am Konservatorium Odessa, entschied sich jedoch nach drei Jahren für Architektur. Als junger Architekt nahm er an Projekten für die Stadtentwicklung von Odessa, Donezk und Mykolajiw teil.
Im Oktober 1934 zog Trachtenberg nach Minsk und begann dort seine Tätigkeit als Stadtplaner. Im Lauf der 1930er-Jahre wurde er zum führenden Spezialisten für Stadtplanung und -entwicklung in der BSSR. Gemeinsam mit anderen Architekten entwarf er unter anderem Entwicklungspläne für die Städte Babrujsk, Mahiljou und Kirausk.
Trachtenbergs schöpferisches Wirken wurde durch den Großen Vaterländischen Krieg unterbrochen. Von Juni 1941 bis Januar 1942 befand er sich im Fronteinsatz, wurde jedoch wegen Krankheit demobilisiert. Während des Krieges arbeitete er in der Bauverwaltung des Hüttenwerks Tscheljabinsk.
1944 wurde Trachtenberg nach Minsk zurückverlegt. Gemeinsam mit einem mehrköpfigen Architektenteam, zu dem so bedeutende sowjetische Architekten wie Alexei Schtschussew, Nikolai Kolli, Arkadi Mordwinow, Wladimir Semjonow und Josef Langbard gehörten, entwickelte er Pläne zum Wiederaufbau der zerstörten Stadt.
Von 1953 bis 1956 leitete Trachtenberg das Referat für Stadtplanung in Minsk. Von 1954 bis 1976 unterrichtete er am Belarussischen Polytechnischen Institut.

## Publikationen
- Briefe vom Fronteinsatz (Bestand der Belarussischen Staatsbibliothek)
- Mitwirkung an: V. A. Korol', A. P. Voinov, E. L. Zaslavskij: Nachkriegserfahrung des Wiederaufbaus und der Entwicklung (Poslevoennyj opyt rekonstrukcii i razvitija). Moskau 1966.

## Städteplanerisches Wirken
- Stadtpläne für Babrujsk (1935–36), Mahiljou (1937–39), und Kirausk
- Detaillierter Projektentwurf der Stadt Minsk (1937–39)
- Generalplan für Wiederaufbau und Entwicklung der Stadt Minsk (1946; Korrekturen – 1952, 1958–59, in Zusammenarbeit mit Wladimir Korol und Sergei Speranski)
- Generalplan für Entwicklung der Stadt Minsk (1965)
- Detaillierter Entwurf für Planung und Entwicklung eines Teils des Leninsk-Prospekts, Minsk (1952, in Zusammenarbeit mit Georgi Syssojew, Sergei Mussinski u. a.)
- Generalpläne für die Städte Babrujsk (1949) und Masyr (1953)
- Projekt der Bebauung des Zentralteils von Wizebsk (1950)
- Planungskonzept der Vorstadt von Minsk (1959–64)
- Planungsentwurf des Erholungsgebiets am Saslaujer Stausee (1968).

## Auszeichnungen (Auswahl)
- Ehrenurkunde des Obersten Sowjets der BSSR
- Große Silbermedaille der Ausstellung der Errungenschaften der Volkswirtschaft
- Orden des Roten Banners der Arbeit
- 1968 Staatspreis der BSSR (für die Gestaltung der zentralen Magistrale von Minsk – Leninskij Prospekt)[4]